# Piz dil Crot
Der Piz dil Crot ⓘ (von lombardisch crot ‚Felshöhle, Felsenkeller‘ zu altgriechisch κρύπτη krýptē, deutsch ‹gedeckter Gang, Grotte, Gruft›, vgl. Krypta) ist ein Berg südlich von Innerferrera auf der Grenze zwischen dem Schweizer Kanton Graubünden und der italienischen Provinz Sondrio mit einer Höhe von 2846 m ü. M. Südöstlich des Gipfels befindet sich der Lago di Lei.

## Lage und Umgebung
Der Piz dil Crot gehört zur Piz-Timun-Kette, einer Untergruppe der Oberhalbsteiner Alpen. Über dem Gipfel verläuft die Grenze zwischen der Gemeinde Ferrera, Kanton Graubünden, Schweiz, und der italienischen Provinz Sondrio. Der Piz dil Crot wird im Westen durch die Val Niemet und im Osten durch das Valle di Lei eingefasst.
Zu den Nachbargipfeln gehört der Piz Miez/Cimalmotta im Norden und der Pizzo Crotto im Süden. Noch weiter nach Süden befinden sich der Piz della Palù und der Piz Timun.
Gegen Südwesten ist die 135,1 km weit entfernte Dufourspitze sichtbar. Der am weitesten entfernte sichtbare Punkt (45° 34′ 54,5″ N, 7° 53′ 56,8″ O) befindet sich 330 m südlich vom Rifugio Mombarone (Alpi Biellesi) in der italienischen Provinz Biella (Piemont) und ist 155,5 km entfernt.
Südöstlich des Berges befindet sich der Lago di Lei.
Talort ist Innerferrera. Häufiger Ausgangspunkt ist die Staumauer des Lago di Lei.

## Routen zum Gipfel

### Über den Nordgrat
- Ausgangspunkt: Innerferrera (1480 m), Staumauer Lago di Lei (1933 m) oder Piz Miez/Cimalmotta (2835 m)
- Via: Sattel P. 2774
- Schwierigkeit: L
- Zeitaufwand: 4 Stunden von Innerferrera, 2 ¾ Stunden von der Staumauer oder ¾ Stunden vom Piz Miez/Cimalmotta

### Über den Südgrat
- Ausgangspunkt: Innerferrera (1480 m) oder die Staumauer Lago di Lei (1933 m)
- Via: Passo Crotto (2730 m)
- Schwierigkeit: L. Gleich nach dem Passo Crotto wird ein etwa fünf Meter hoher Absatz mittels eines Risses erklettert (II)
- Zeitaufwand: 4 ¼ Stunden von Innerferrera oder 3 Stunden von der Staumauer (½ Stunde vom Passo Crotto)

## Galerie

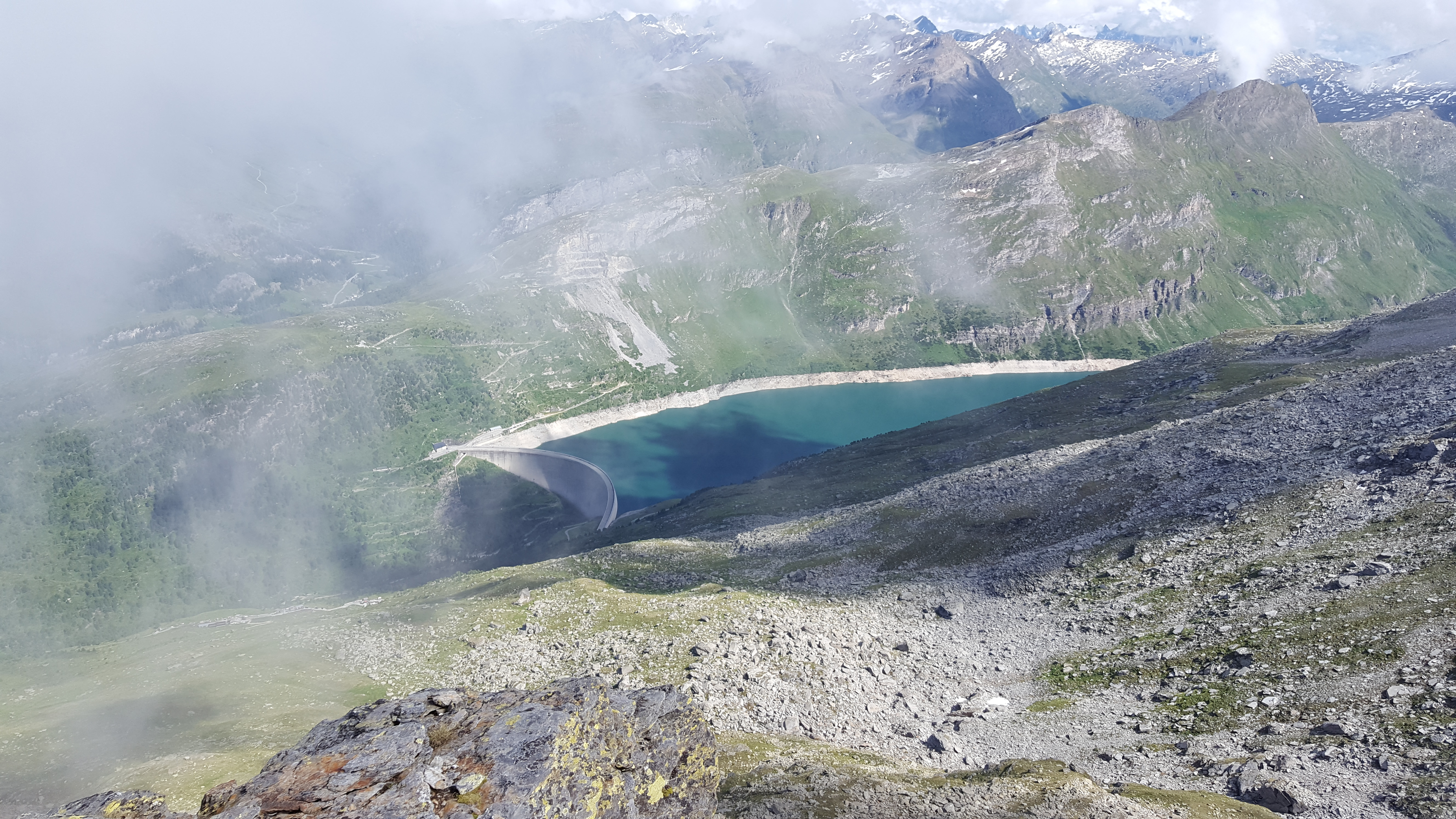
Blick hinunter zum Lago di Lei
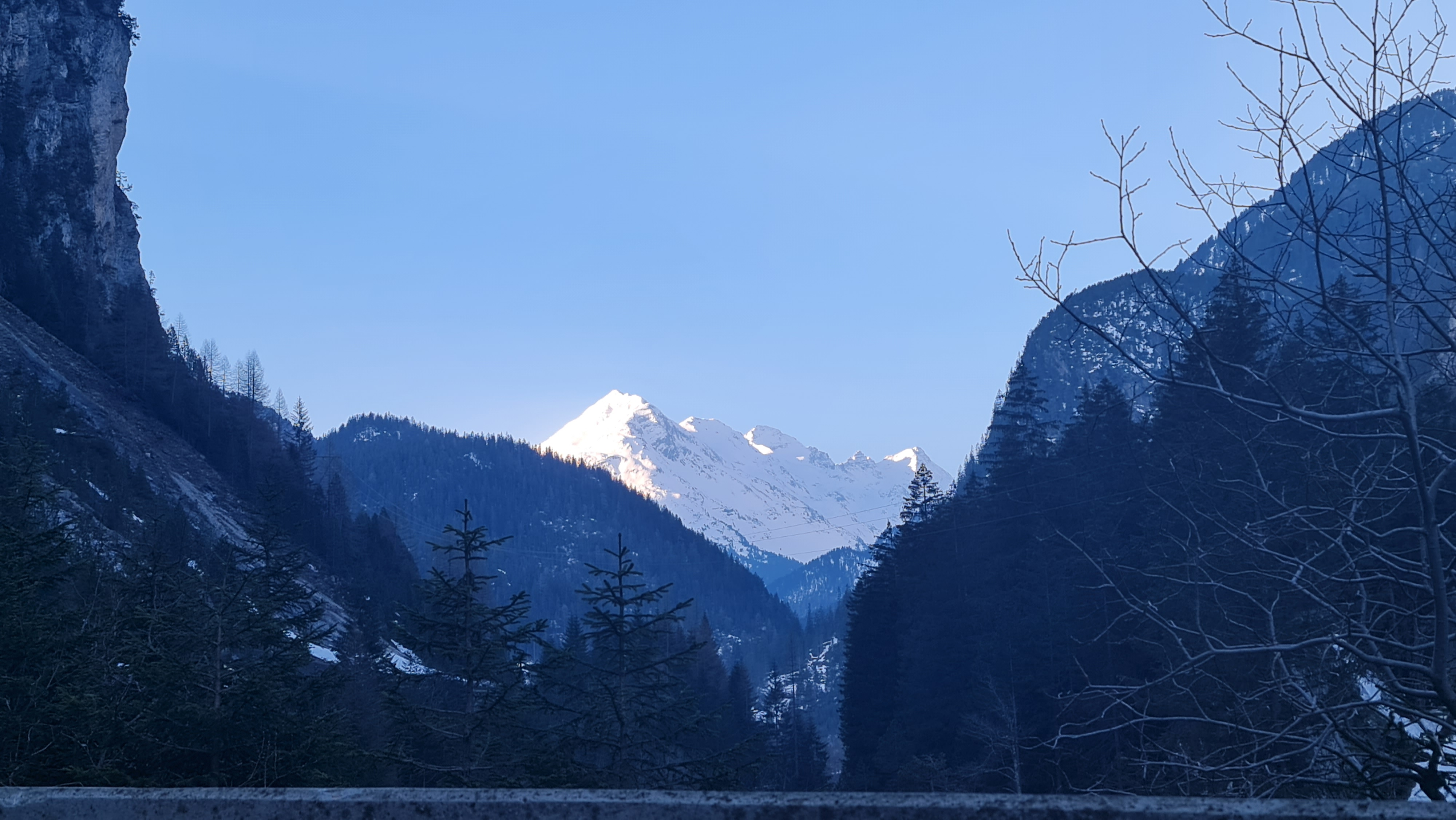
Piz Miez/Cimalmotta, Piz dil Crot, Pizzo Crotto, Piz della Palù, Guglie d'Altare und Piz Timun, aufgenommen vom Val Ferrera (für Annotationen der einzelnen Berge aufs Bild klicken)
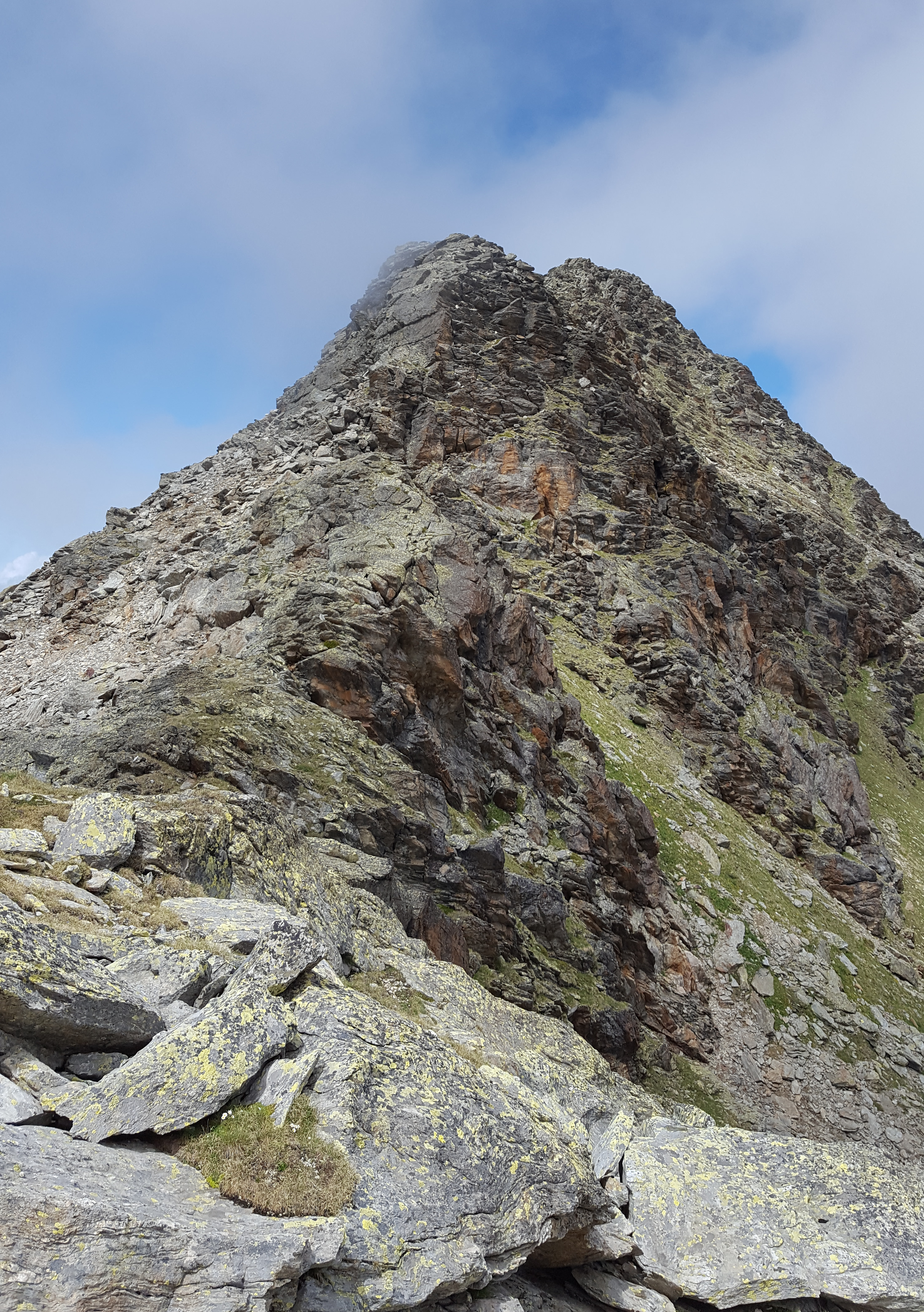
Piz dil Crot, aufgenommen vom Passo Crotto
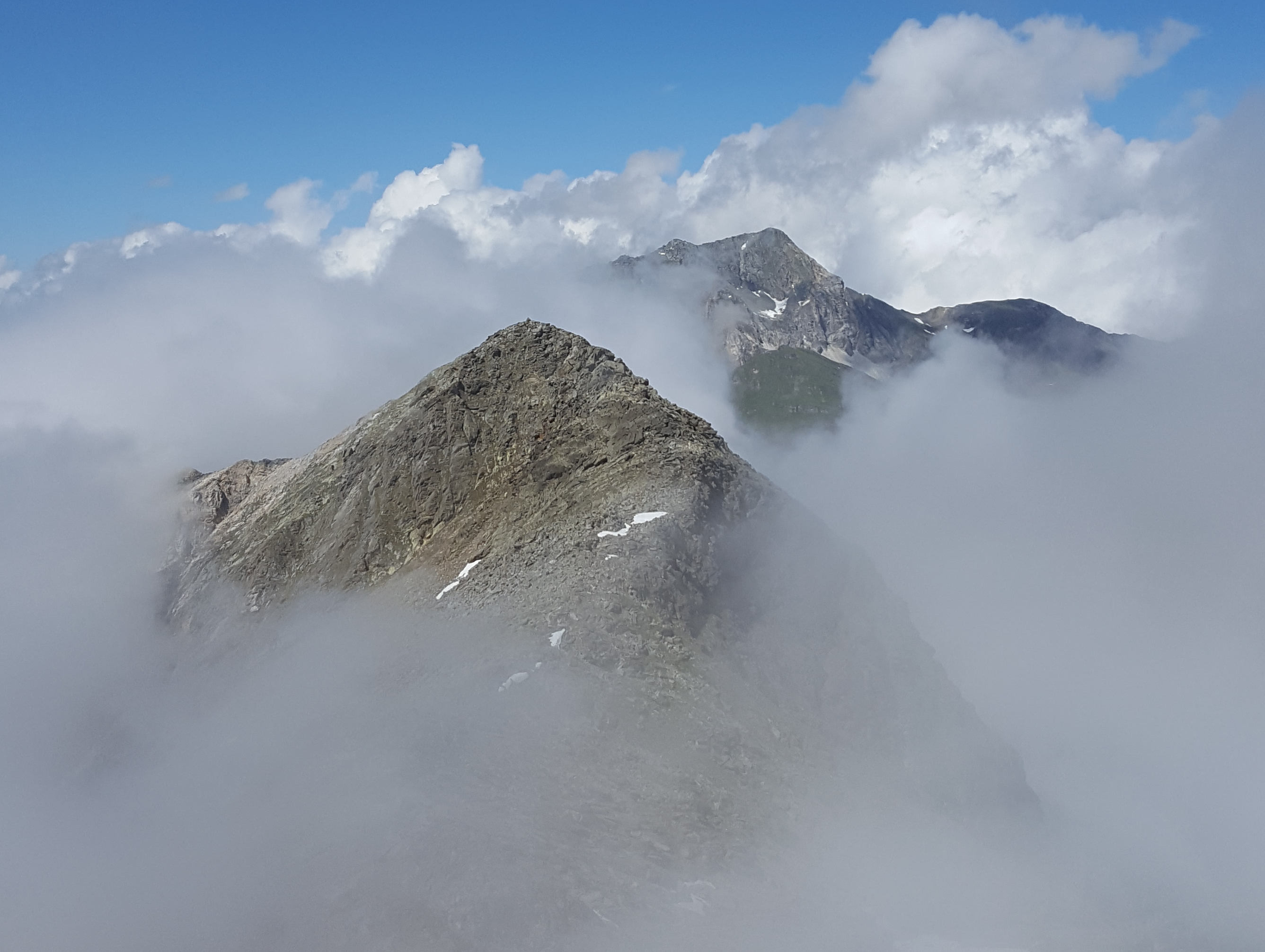
Blick nach Norden zum Piz Miez/Cimalmotta und zum Piz Grisch
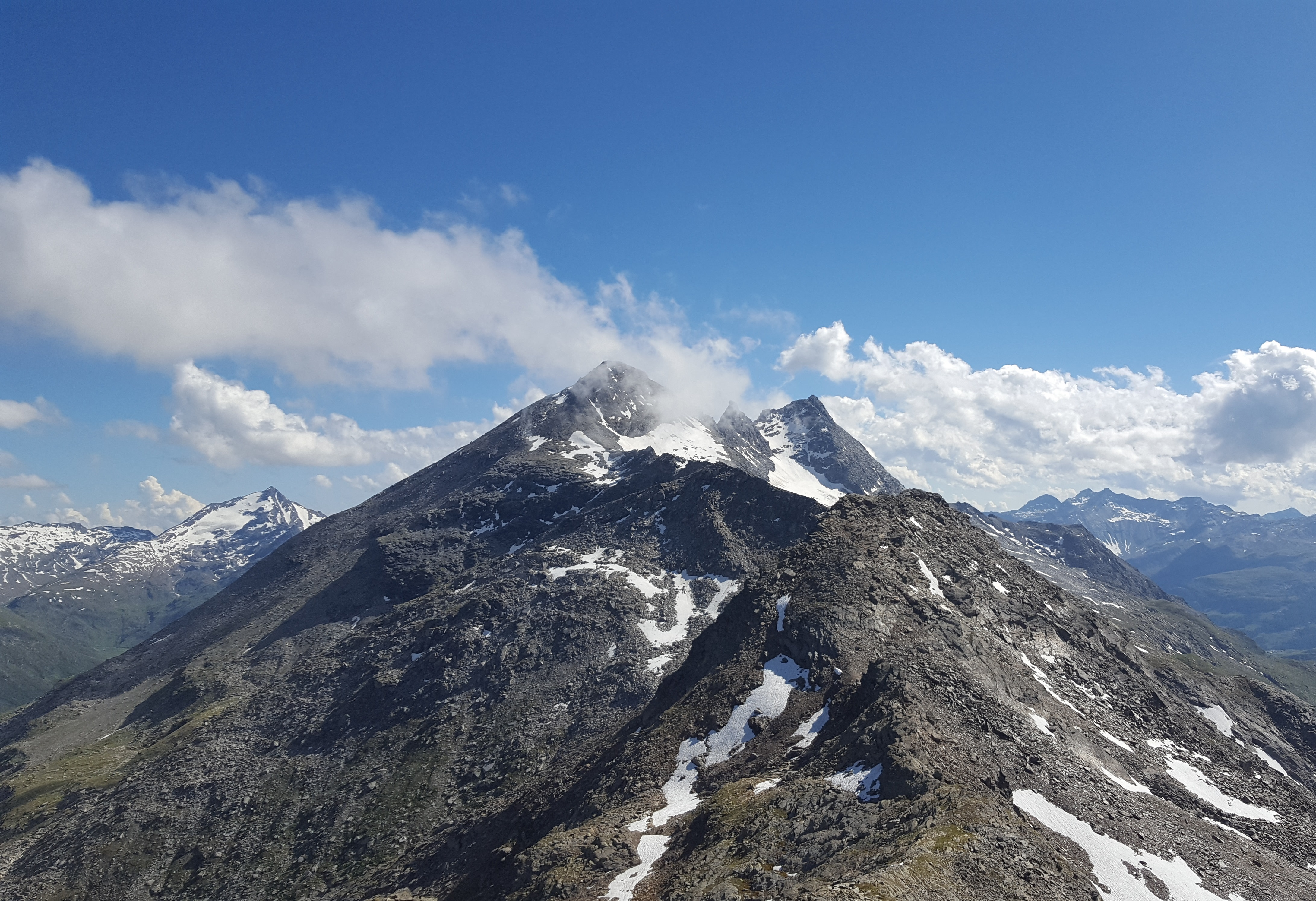
Blick vom Piz Miez über Piz dil Crot, Pizzo Crotto, Piz della Palù und Piz Timun
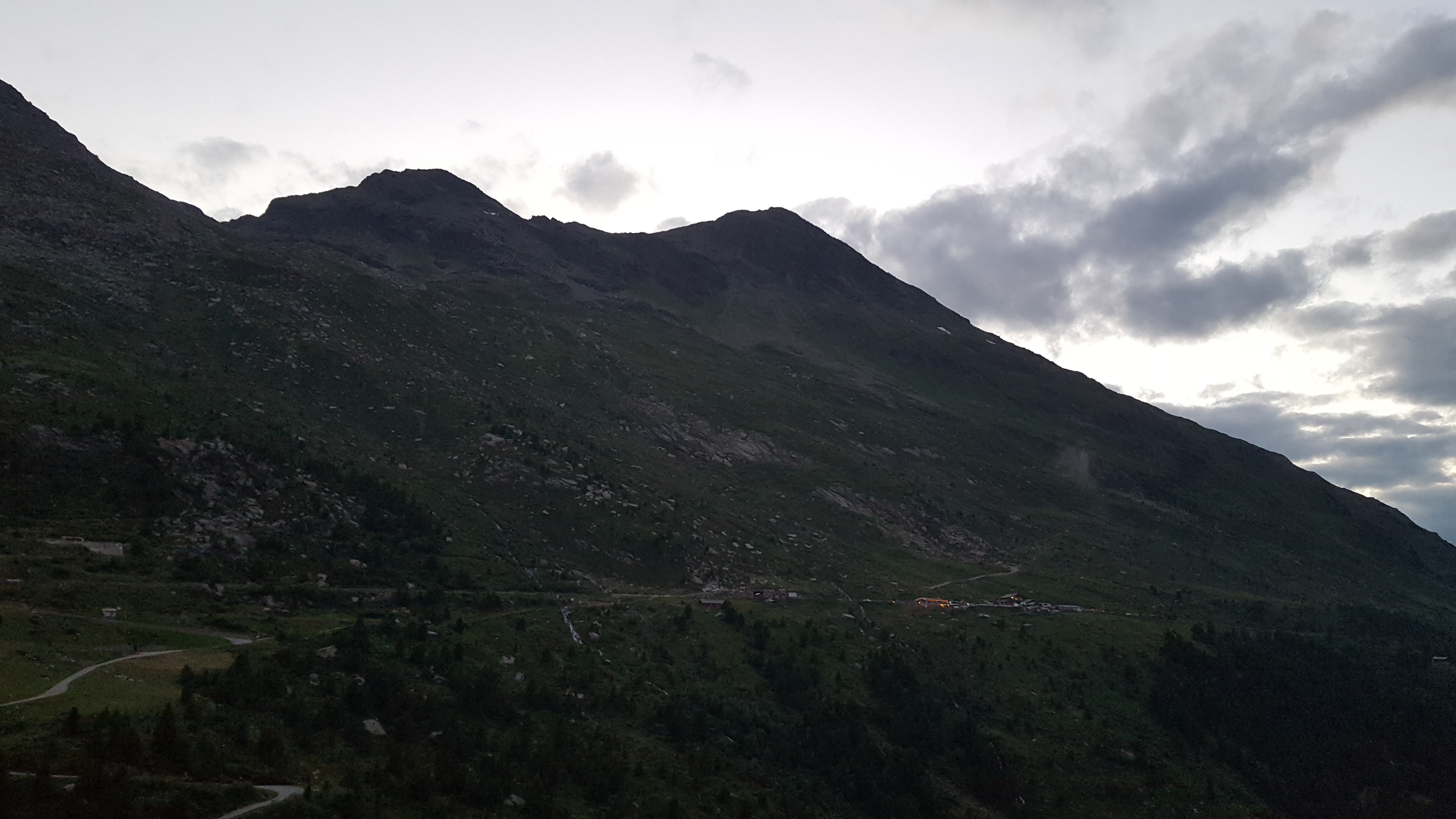
Piz dil Crot (links) und Piz Miez/Cimalmotta, aufgenommen vom Lago di Lei